# Paul Callaghan
Pour les articles homonymes, voir Callaghan.
Sir Paul Terence Callaghan (19 août 1947 – 24 mars 2012) est un physicien néo-zélandais qui, en tant que directeur fondateur du MacDiarmid Institute for Advanced Materials and Nanotechnology (en) de l'Université Victoria de Wellington, occupait le poste de professeur Alan MacDiarmid de sciences physiques et était président de l'International Society of Magnetic Résonance.

## Biographie
Callaghan est né le 19 août 1947, fils de Mavis et Ernest Callaghan. Il avait un frère aîné Jim, une sœur aînée Jeanine et une sœur cadette Mary. Ses grands-parents maternels étaient Agnes et Francis Hogg.
Originaire de Whanganui, Callaghan a fréquenté le Wanganui Technical College (aujourd'hui Whanganui City College). Il a obtenu son premier diplôme en physique à l'Université Victoria de Wellington et a par la suite obtenu un doctorat à l'Université d'Oxford, travaillant dans le domaine de la physique des basses températures. À son retour en Nouvelle-Zélande en 1974, il a accepté un poste de maître de conférences à l'Université Massey, où il a commencé à rechercher les applications de la résonance magnétique à l'étude de la matière molle. Il a été nommé professeur de physique en 1984 et a été nommé professeur Alan MacDiarmid de sciences physiques à l'Université Victoria en 2001. L'année suivante, en tant que directeur fondateur, il a contribué à la création de l'Institut multi-universitaire MacDiarmid pour les matériaux avancés et la nanotechnologie.
Callaghan a été président du Conseil de l'Académie de la Société royale de Nouvelle-Zélande (RSNZ) et a publié plus de 240 articles dans des revues scientifiques, ainsi que les livres Principles of Nuclear Magnetic Resonance Microscopy en 1994 et Translational Dynamics and Magnetic Resonance en 2011. Il a été l'un des directeurs fondateurs et actionnaire de Magritek (en) une entreprise technologique basée à Wellington qui vend des instruments de résonance magnétique nucléaire et d'IRM. Il était un conférencier régulier sur les questions scientifiques et, en 2007, une de ses séries radiophoniques de discussions avec Kim Hill (en) sur Radio New Zealand est apparue sous forme de livre sous le titre As Far as We Know: Conversations about Science, Life and the Universe. Un livre de 2009, Wool to Weta: Transforming New Zealand's Culture and Economy, traitait du potentiel de l'entrepreneuriat scientifique et technologique pour diversifier l'économie néo-zélandaise. Il a été le présentateur d'un documentaire concomitant, Beyond the Farm and the Themepark, qui traite des mêmes problèmes.
Callaghan est décédé le 24 mars 2012, à l'âge de 64 ans, après une longue bataille contre le cancer du côlon. Il laisse dans le deuil sa première épouse, Sue Roberts, deux enfants, Catherine et Chris  et sa deuxième épouse Miang Lim.
Il était athée.
L'entité de la Couronne néo-zélandaise, Callaghan Innovation (en), formée en février 2013, porte son nom.

## Domaines de contribution
Callaghan est l'auteur de plus de 230 articles de revues. Son groupe de recherche s'est spécialisé dans le développement de méthodologies RMN pour l'étude de la dynamique moléculaire et de l'organisation moléculaire dans les fluides complexes, la matière molle et les matériaux poreux. Les principaux domaines de contribution comprennent la Rheo-NMR (rhéologie des fluides étudiée par résonance magnétique nucléaire), la diffusion des molécules dans les milieux poreux (par exemple, étude de la structure microscopique de la glace de mer) et le développement de techniques de RMN qui utilisent le champ magnétique terrestre.

## Prix et distinctions

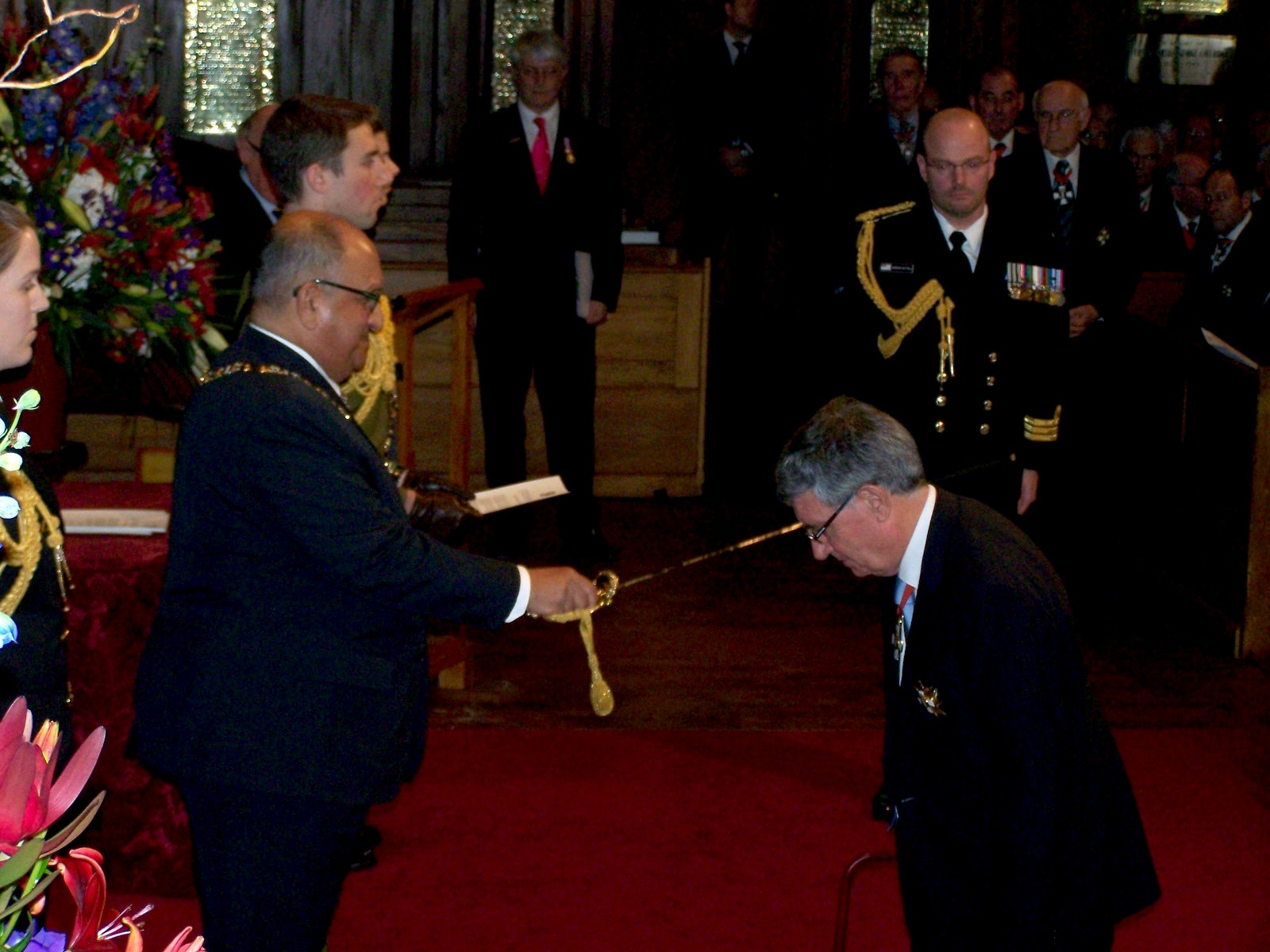
L'investiture de Callaghan en tant que Chevalier Grand Compagnon de l'Ordre du Mérite de Nouvelle-Zélande par le gouverneur général, Sir Anand Satyanand, à Old St Paul's, Wellington, le 14 août 2009.

Callaghan est lauréat en 1998 de la médaille Hector.
En 2001, Callaghan est devenu le 36e Néo-Zélandais à devenir membre de la Royal Society de Londres. Il a reçu le prix Ampère en 2004 et la médaille Rutherford de la RSNZ en 2005. Il a été nommé Compagnon Principal de l'Ordre du Mérite de Nouvelle-Zélande à l'occasion des honneurs du Nouvel an 2006 (en), et en 2007 a été reconnu avec un Prix Néo-Zélandais de Classe Mondiale et la Médaille Sir Peter Blake. Il a reçu une bourse de recherche James Cook de deux ans de la Société royale de Nouvelle-Zélande en 2008. Aux honneurs de 2009 (en), il a accepté une nouvelle désignation en tant que Chevalier Grand Compagnon de l'Ordre du Mérite de Nouvelle-Zélande à la suite du rétablissement des honneurs titulaires par le gouvernement néo-zélandais.
En 2010, il a reçu le prix Günther-Laukien pour la résonance magnétique  et a partagé le prix scientifique du Premier ministre néo-zélandais. En 2011, il a été nommé Néo-Zélandais de l'année (en) par Kiwibank et, plus tard dans l'année, il a été élu membre honoraire du Corpus Christi College de Cambridge.
Après sa mort, Callaghan a de nouveau été récompensé par un prix de classe mondiale en Nouvelle-Zélande, devenant le vainqueur suprême en mai 2012.

## Médaille Callaghan
La Société royale de Nouvelle-Zélande a créé la médaille Callaghan.
Les premières lauréates sont :
- 2015 Michelle Dickinson
- 2019 Ocean Mercier (en) [15]

## Livres
- (en) Paul Callaghan, Principles of Nuclear Magnetic Resonance Microscopy, Oxford, Oxford University Press, USA, 1994, 1re éd., 492 p., poche (ISBN 978-0-19-853997-1, LCCN 91008439, lire en ligne)
- Callaghan, P. et Hill, K. (2007). As Far as We Know: Conversations about Science, Life and the Universe. Manchot.
- Callaghan, P. (2009). Wool to Weta: Transforming New Zealand's Culture and Economy. Presse universitaire d'Auckland.
- Callaghan, P. (2011). Translational Dynamics and Magnetic Resonance: Principles of Pulsed Gradient Spin Echo NMR. Presse de l'Université d'Oxford
- Callaghan, P. et Hendy, S. (2013). Get off the Grass: Kickstarting New Zealand’s Innovation Economy. Presse universitaire d'Auckland